# Hartwig (Basel)
Hartwig war um 870  Bischof von Basel.
Hartwig wird im Verbrüderungsbuch des Klosters Reichenau erwähnt unter den Nomina canonicorum Basiliensium als Hartwig episcopus, folgend auf Adalwinus. Dagegen fehlt er in der ältesten bekannten Bischofsliste aus der Abtei Münster im Elsass. Auch sonst liegen über ihn keine Nachrichten vor. 